# Uwe-Bernd Griesert
Uwe-Bernd Griesert (* 1944 in Königsberg; † 8. September 2017 in Gummersbach) war ein deutscher parteiloser Kreistagsabgeordneter im Rhein-Sieg-Kreis, ehemals Mitglied der PDS. 
Griesert war Diplom-Marketing-Betriebswirt. Er machte ab dem 15. Oktober 2004 Schlagzeilen, als bekannt wurde, dass er als gewählter PDS-Spitzenkandidat im Rhein-Sieg-Kreis bei den Kommunalwahlen 2004 in Nordrhein-Westfalen eine "technische Fraktion" mit den rechtsextremen Gruppierungen NPD und Deutschland eingehen wollte, um so Fraktionsstatus und finanzielle Zuwendungen des Kreises zu erlangen. Das Oberverwaltungsgericht Münster wies dieses Ansinnen letztinstanzlich durch Beschluss vom 24. Januar 2005 zurück, da es am Merkmal grundsätzlicher politischer Übereinstimmung fehle. Die Gruppe reichte daraufhin Klage beim Bundesverfassungsgericht ein, die ebenfalls zurückgewiesen wurde.
Griesert wurde von PDS-Politikern aller Ebenen zur Aufgabe seines Mandates aufgefordert und es wurde ein sofortiger Parteiausschlussantrag gegen ihn gestellt. Dem kam er am Nachmittag des 15. Oktober 2004 mit einem schriftlich erklärten Parteiaustritt zuvor.
Griesert schied mit Ablauf der Wahlperiode 2009 aus dem Kreistag aus.
Am 8. September 2017 starb Griesert im Krankenhaus von Gummersbach an den Folgen eines Herzinfarkts.